# 1880 en science
| Années de la science : 1877 - 1878 - 1879 - 1880 - 1881 - 1882 - 1883    |
| Décennies de la science : 1850 - 1860 - 1870 - 1880 - 1890 - 1900 - 1910 |

Cet article présente les faits marquants de l'année 1880 en science.

## Événements
- 13 février : Thomas Edison observe l'émission thermoionique. Un brevet est déposé pour l'effet Edison le 15 novembre 1883, accordé le 21 octobre 1884[1].

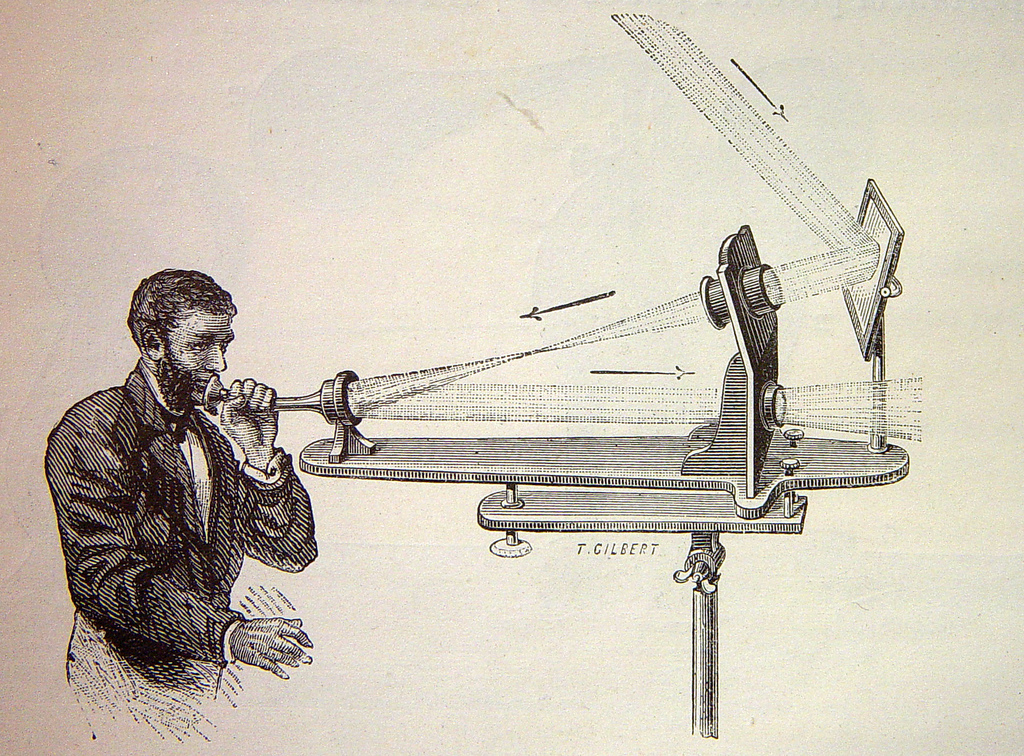
Le photophone de Graham Bell.

- 19 février : première communication sans fil en laboratoire, par le photophone de Graham Bell. Le 3 juin, son assistant Charles Sumner Tainter transmet un message vocal à l’extérieur sur 213 mètres[2].
- 8 avril : les physiciens français Pierre et Jacques Curie font la première démonstration de l'effet piézoélectrique à la Société Minéralogique de France puis à l'Académie des Sciences le 24 août[3].
- 14 juin : Paul Desmarets prend la première photographie aérienne instantanée[4].

- 6 - 11 septembre : congrès de Milan, deuxième congrès international pour l’amélioration du sort des sourds-muets[5].

- 25 septembre : le physicien néerlandais Johannes Diderik van der Waals énonce la loi des états correspondants dans une communication à l'Académie d'Amsterdam[6].

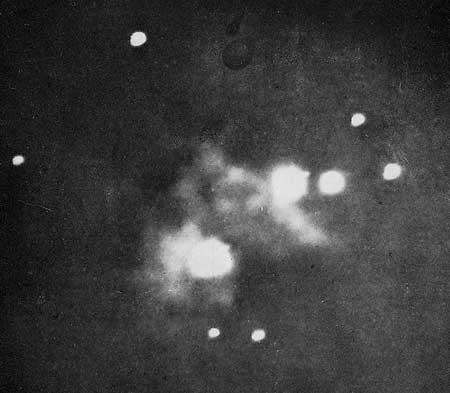
Première photographie de la Nébuleuse d'Orion.

- 30 septembre : l'astronome américain Henry Draper obtient la première photographie de la Nébuleuse d'Orion[7].

- 23 novembre : Charles Louis Alphonse Laveran décrit l’hématozoaire du paludisme qu'il a observé le 6 novembre dans une communication lue à l'Académie de médecine[8].

- 1er décembre : premières observations au nouvel observatoire de Lyon situé à Saint-Genis-Laval[9].

## Publications
- 3 juillet : premier numéro du journal Science, fondé par Thomas Edison[10].

- Camille Flammarion : Astronomie populaire, ouvrage de vulgarisation.

## Prix
- Médailles de la Royal Society
  - Médaille Copley : James Joseph Sylvester
  - Médaille Davy : Charles Friedel
  - Médaille royale : Andrew Noble, Joseph Lister
  - Médaille Rumford : William Huggins

- Médailles de la Geological Society of London
  - Médaille Lyell : John Evans
  - Médaille Murchison : Robert Etheridge
  - Médaille Wollaston : Auguste Daubrée

## Naissances

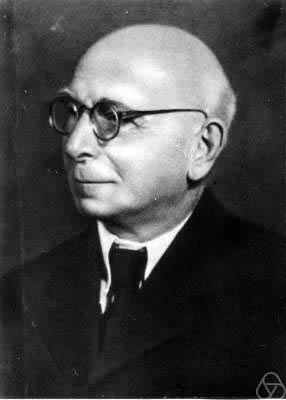
Sergueï Natanovitch Bernstein

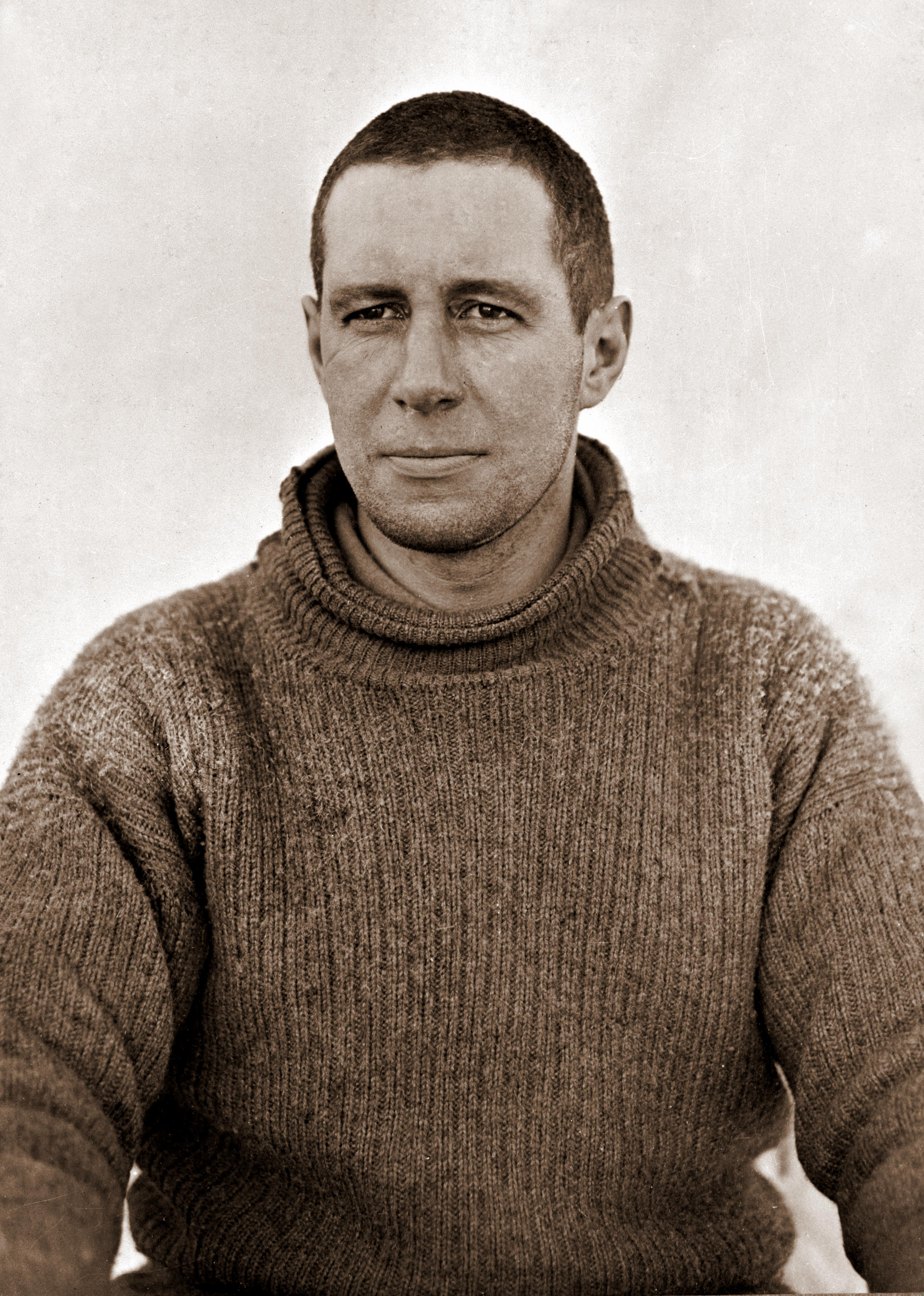
Lawrence Oates

- 9 janvier : Benjamin Boss (mort en 1970), astronome américain.
- 21 janvier : George Van Biesbroeck (mort en 1974), astronome belgo-américain.
- 29 janvier : Philibert Jacques Melotte (mort en 1961), astronome britannique.
- 26 février : Kenneth Edgeworth (mort en 1972), astronome, économiste et ingénieur irlandais.
- 6 mars : Jameson Adams (mort en 1962), explorateur britannique.
- 17 mars : Lawrence Oates (mort en 1912), explorateur anglais.

- 7 avril : Eugen Slutsky (mort en 1948), économiste et statisticien russe.
- 11 avril : Julio Tello (mort en 1947), médecin, anthropologue et archéologue péruvien.
- 17 avril : Leonard Woolley (mort en 1960), archéologue britannique.

- 4 juillet : Paul Pascal (mort en 1968), chimiste français.
- 11 juillet : Pericle Ducati (mort en 1944), archéologue, étruscologue et auteur italien.
- 31 juillet : Jacques Deprat (mort en 1935), géologue et écrivain français.

- 24 septembre : Waldemar Deonna (mort en 1959), archéologue, historien et photographe suisse.

- 28 octobre : Edward Evans (mort en 1957), vice-amiral de la Royal Navy et explorateur de l'Antarctique.

- 1er novembre : Alfred Wegener (mort en 1930), astronome et météorologue allemand.
- 14 novembre : Louis Dunoyer de Segonzac (mort en 1963), physicien français.
- 20 novembre : Arthur Edward Pears Weigall (mort en 1934), égyptologue anglais.
- 29 novembre : Jean Hatzfeld (mort en 1947), archéologue et helléniste français.

- 1er décembre : Thomas Griffith Taylor (mort en 1963), géologue, géographe et anthropologue britannique.
- 6 décembre : Pierre Boutroux (mort en 1922), mathématicien et historien des sciences français.

## Décès

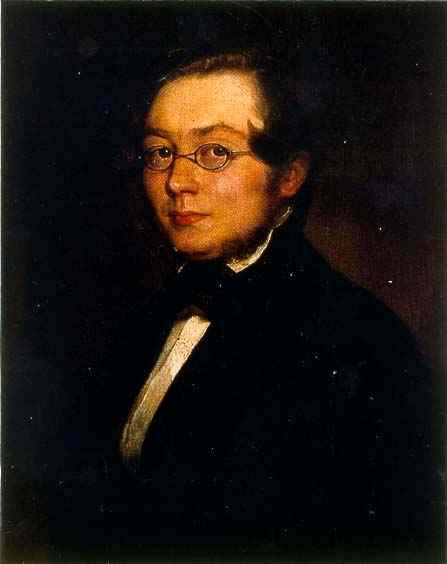
Ferdinand von Hebra

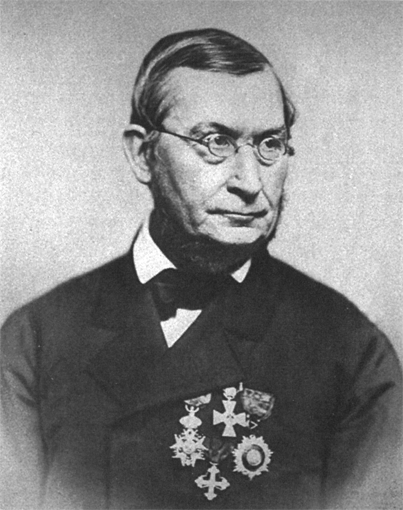
Charles Thomas Jackson

- 24 janvier : Thomas Mayo Brewer (né en 1814), naturaliste américain.

- 13 mars : Thomas Bell (né en 1792), chirurgien-dentaire et zoologiste britannique.

- 8 avril : William Darwin Fox (né en 1805), ministre du culte anglican et naturaliste britannique.
- 18 avril : Gerardus Johannes Mulder (né en 1802), chimiste organicien néerlandais.

- 3 mai : Jonathan Lane (né en 1819), astrophysicien et inventeur américain.
- 6 mai : Friedrich Bayer (né en 1825), industriel allemand.
- 8 mai : Christian August Friedrich Peters (né en 1806), astronome allemand.
- 13 mai : David Thomas Ansted (né en 1814), géologue et écrivain britannique.
- 25 mai : Peter Wilhelm Lund (né en 1801), zoologiste et paléontologue danois.
- 31 mai : Hippolyte Mège-Mouriès (né en 1817), chimiste français.

- 9 juillet : Paul Broca (né en 1824), médecin anatomiste et anthropologue français.

- 5 août : Ferdinand von Hebra (né en 1816), médecin et dermatologue autrichien.
- 28 août : Charles Thomas Jackson (né en 1805), médecin, chimiste, géologue et minéralogiste américain.

- 5 octobre : William Lassell (né en 1799), astronome britannique.
- 22 octobre : Alphonse Pénaud (né en 1850), pionnier de l'aviation français.
- 26 octobre : Searles Valentine Wood (né en 1798), paléontologue britannique.
- 22 novembre : James Craig Watson (né en 1838), astronome américano-canadien.
- 27 décembre : Thomas Staughton Savage (né en 1804), médecin et missionnaire protestant américain.